# Uerzlikon
Uerzlikon är en ort i kommunen Kappel am Albis i kantonen Zürich, Schweiz. 